# Giovani Socialdemocratici di Danimarca
I Giovani Socialdemocratici di Danimarca (Social Democratic Youth of Denmark) è l'organizzazione giovanile dei Socialdemocratici danesi.

## Storia
L'Associazione è stata costituita nel 1920 dalla giovanile socialdemocratica predecessore (PEF) che si divise in rivoluzionari e riformati. Divisione che è avvenuta un anno prima del Partito Socialdemocratico, da cui fuoriuscirono i comunisti.
Nel 1960, la DSU si oppose alla guerra del Vietnam.
Nella DSU hann figure di spicco del partito socialdemocratico fra di loro i primi ministro Jens Otto Krag, Hans Christian Svane Hansen e Hans Hedtoft e i ministro Poul Hansen e Per Haekkerup.

## Organizzazione
L'organizzazione dispone di 2694 membri (2011) sotto l'età di 31. I membri sono distribuiti ("Dipartimenti") in circa 60 circoli locali, suddivise in 10 regioni i cui confini sono le circoscrizioni per l'elezione del Parlamento danese. Gestione del DSU si compone di due parti: un comitato direttivo di 13 membri e un comitato esecutivo di 41 membri, di cui fa parte il Comitato Esecutivo.

## Lista dei Segretari
- 1920-1927 Christian Christiansen
- 1927-1929 Hans Hedtoft
- 1929-1933 Johannes Hansen
- 1933-1937 H.C. Hansen
- 1937-1942 Poul Hansen
- 1942-1946 Victor Gram
- 1946-1952 Per Hækkerup
- 1952-1958 Børge Jensen
- 1958-1961 Niels Kristensen
- 1961-1967 Ejner Hovgaard Christiansen
- 1967-1970 Hans Carl Nielsen
- 1970-1974 Niels Enevoldsen
- 1974-1978 Frode Møller Nicolaisen
- 1978-1982 Finn Larsen
- 1982-1986 Jan Petersen
- 1986-1990 Jens Christiansen
- 1990-1992 Anette Berentzen
- 1992-1996 Henrik Sass Larsen
- 1996-2000 Morten Bødskov
- 2000-2004 Kristian Madsen
- 2004-2008 Jacob Bjerregaard Jørgensen
- 2008-2012 Peter Hummelgaard
- 2012- Camilla Brejner Schwalbe